# Nightshade (videogioco 2003)
Nightshade (忍?, Kunoichi) è un videogioco del 2003 pubblicato da SEGA per PlayStation 2. Seguito di Shinobi (2002), la protagonista è una kunoichi di nome Hibana.

## Modalità di gioco
Il gameplay di Nightshade è molto simile a quello del suo predecessore, con l'introduzione di un sistema di difficoltà e lievi modifiche per rendere il titolo più accessibile.

## Sviluppo
Nel marzo 2003 Overworks ha annunciato di aver iniziato a lavorare ad un sequel di Shinobi, dichiarandolo "drasticamente diverso dal gioco precedente". Al Tokyo Game Show 2003 SEGA ha confermato che Kunoichi sarebbe stato distribuito in Occidente con il titolo Nightshade.
L'aspetto del personaggio di Hibana è ispirato all'attrice Chiaki Kuriyama.